# Tongacythere
Tongacythere is een geslacht van uitgestorven kreeftachtigen uit de klasse van de Ostracoda (mosselkreeftjes).

## Soorten
- Tongacythere hanaii Nohara, 1987 †
- Tongacythere kondoi Hazel & Holden, 1971 †